# Molenfeuer Warnemünde
Die Molenfeuer Warnemünde sind zwei kleine Leuchttürme auf der Warnemünder West- und Ostmole. Als Lateralzeichen bezeichnen sie von der Mecklenburger Bucht kommend die Einfahrt in die Unterwarnow.

## Geschichte
Die Ansteuerung der Häfen von Warnemünde und Rostock wird seit 1886 durch Leuchtfeuer und Baken bezeichnet. Bereits zehn Jahre später wurde die Hafeneinfahrt, der Neue Strom, für die geplante Eisenbahnfährverbindung nach Dänemark neu gestaltet. Unter der Leitung des Hafenbaudirektors Karl Friedrich Kerner ist die Westmole 1896 um rund 130 Meter verlängert und mit einer Leuchtbake gekennzeichnet worden. Mit dem Bau des Warnemünder Leuchtturms in den Jahren 1897/98 und dem Neubau der Ostmole, die zwischen 1897 und 1903 entstand, kamen weitere notwendige Leuchtfeuer hinzu.

### Westmole
Anstelle eines Stahlfachwerkturms ist 1963 ein kleiner Leuchtturm auf der Westmole errichtet worden. Das schwarz-weiße Molenfeuer wurde 1985 durch den heutigen Turm ersetzt und steht jetzt auf dem Gelände der Internationalen Gartenbauausstellung 2003. Das aktive Westmolenfeuer ist ein grün-weißer Stahlturm, der 1998 auf einen neuen Arm des Molenkopfes umgesetzt worden ist. 

### Ostmole
Im gleichen Jahr wurde auf der umgebauten und verlängerten Ostmole ein neues Leuchtfeuer errichtet. Der rot-weiße Turm ist nahezu baugleich mit dem Westmolenfeuer. Der alte Leuchtturmkörper des historischen Richtfeuers von 1903 war von 1963 bis 1997 als Molenfeuer aktiv. Der rot-weiße Leuchtturm hatte eine Zeiss-Optik und war zum Meer hin mit dem Rostocker Wappen mit dem Greif verziert. Bis ungefähr 2014 stand der demontierte Turm auf einem freien Gelände nahe dem Werft-Bahnhof in Warnemünde und wurde dann auf einem Werksgelände in Rostock-Bramow zwischengelagert. Um eine Erhaltung des technischen Bauwerks zu sichern erfolgte durch das Wasser- und Schiffahrtsamt Stralsund der Verkauf. Nach fast einjähriger Restauration steht das Molenfeuer an der Werft seit 2019 auf dem Sockelgeschoss des Bistro's DECK 9 und lädt zum Verweilen ein. Nach längerer Schließung ist seit Dezember 2022 die Sky Lounge Warnemünde eingezogen.
Auf der nicht mehr vorhandenen Alten Ostmole von 1903, die seit 1960 wie eine langgestreckte Insel den Neuen Strom, das Fahrwasser von 1903, vom Seekanal, dem Hauptfahrwasser, trennte, stand ein schlanker Stahlturm mit filigran eingefasster Leuchte als Molenfeuer. Die Farbgebung  war zuletzt Schwarz-Rot-Schwarz. Von 1990 bis 1997 stand an dieser Stelle ein moderneres Seezeichen. Das gelbe Molenfeuer wurde 1997, im Zuge der Erweiterung des Seekanals, abgebaut und steht seit 2009 in der Rathenower Havel.
Die beiden Molenfeuer werden vom Wasserstraßen- und Schifffahrtsamt Ostsee (WSA) betrieben. Matthias Brehm und Martin Maas warten die Technik und kümmern sich darum, dass Funktion und Schönheit erhalten bleiben.

### Mittelmole
Mit dem Durchstich der Neuen Warnow 1903, der Errichtung eines Fährterminals mit einem Bahnhofsgebäude und seiner Erweiterung zum Seekanal 1958 entsteht auf der Warnemünde gegenüberliegenden Uferseite der Warnow die Halbinsel der Mittelmole bis 1962 mit seinem prägnanten rot-weiß gebänderten Turm mit orangefarbenem Licht als Richtfeuer auf dem Nordende. Heute steht er, restauriert, vor dem DOCK INN Hostel. Neben vielen weitern baulichen Maßnahmen im laufe der Jahre trägt die Mittelmole heute an seinem Ende die Sportschule Warnemünde mit dem Sportboothafen Yachthafen Mittelmole mit dem schwimmenden Hafenmeisterbüro.

## Galerie

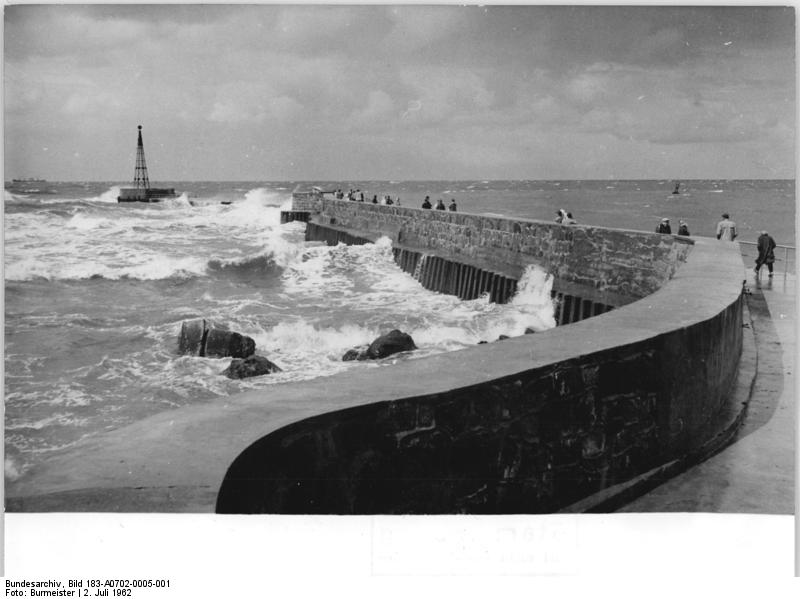
1962 als Stahlfachwerkturm
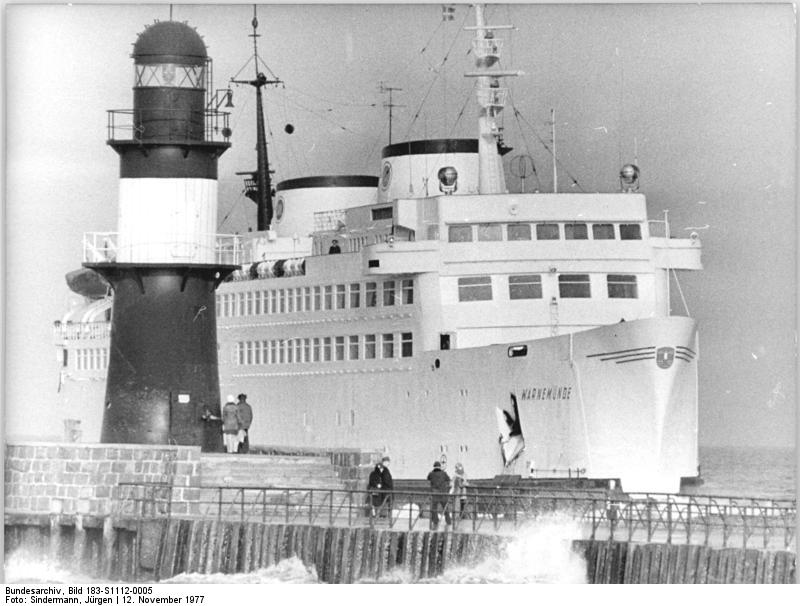
1977 mit der Warnemünde
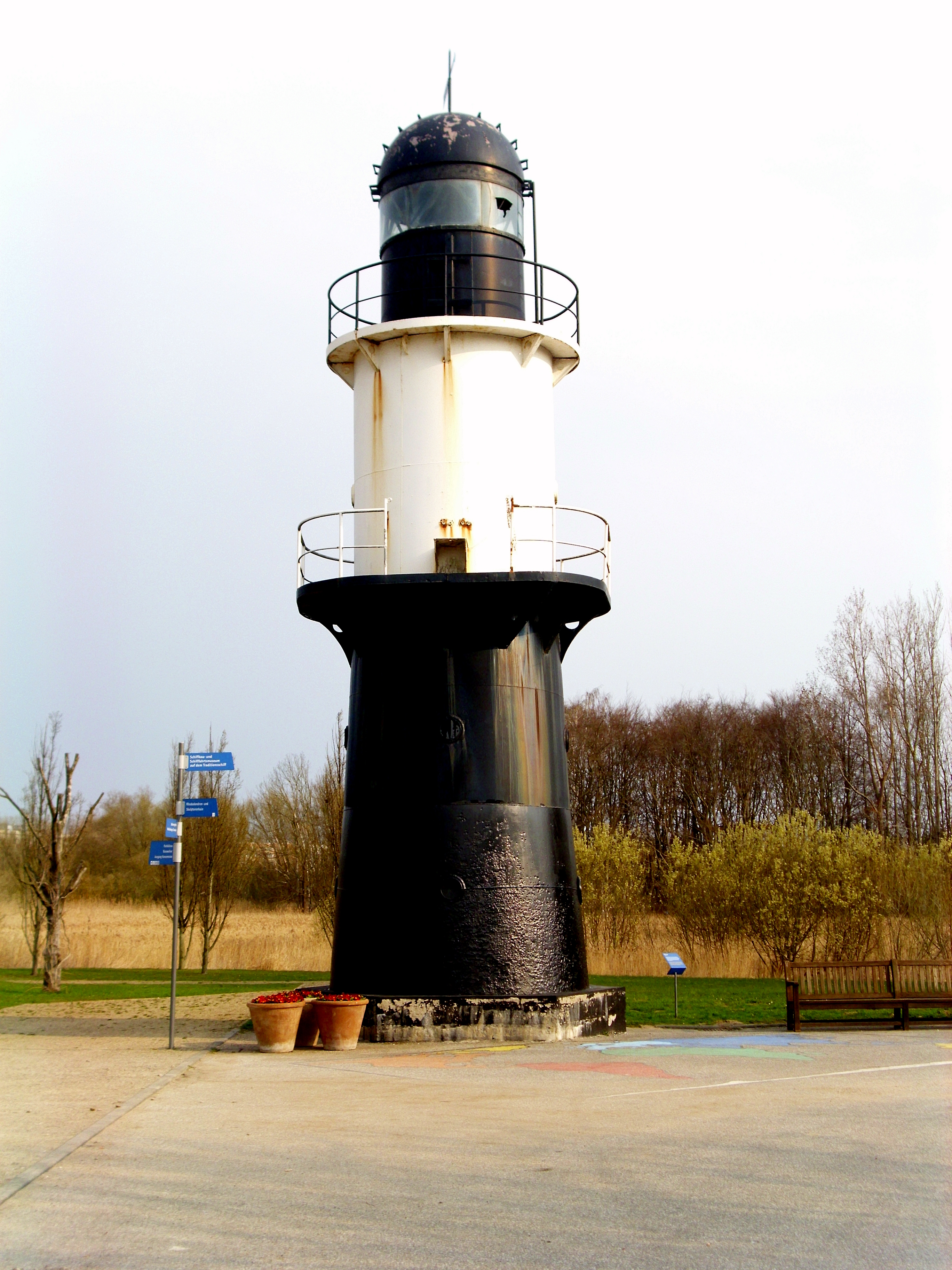
2013 auf dem Gelände der IGA 2003
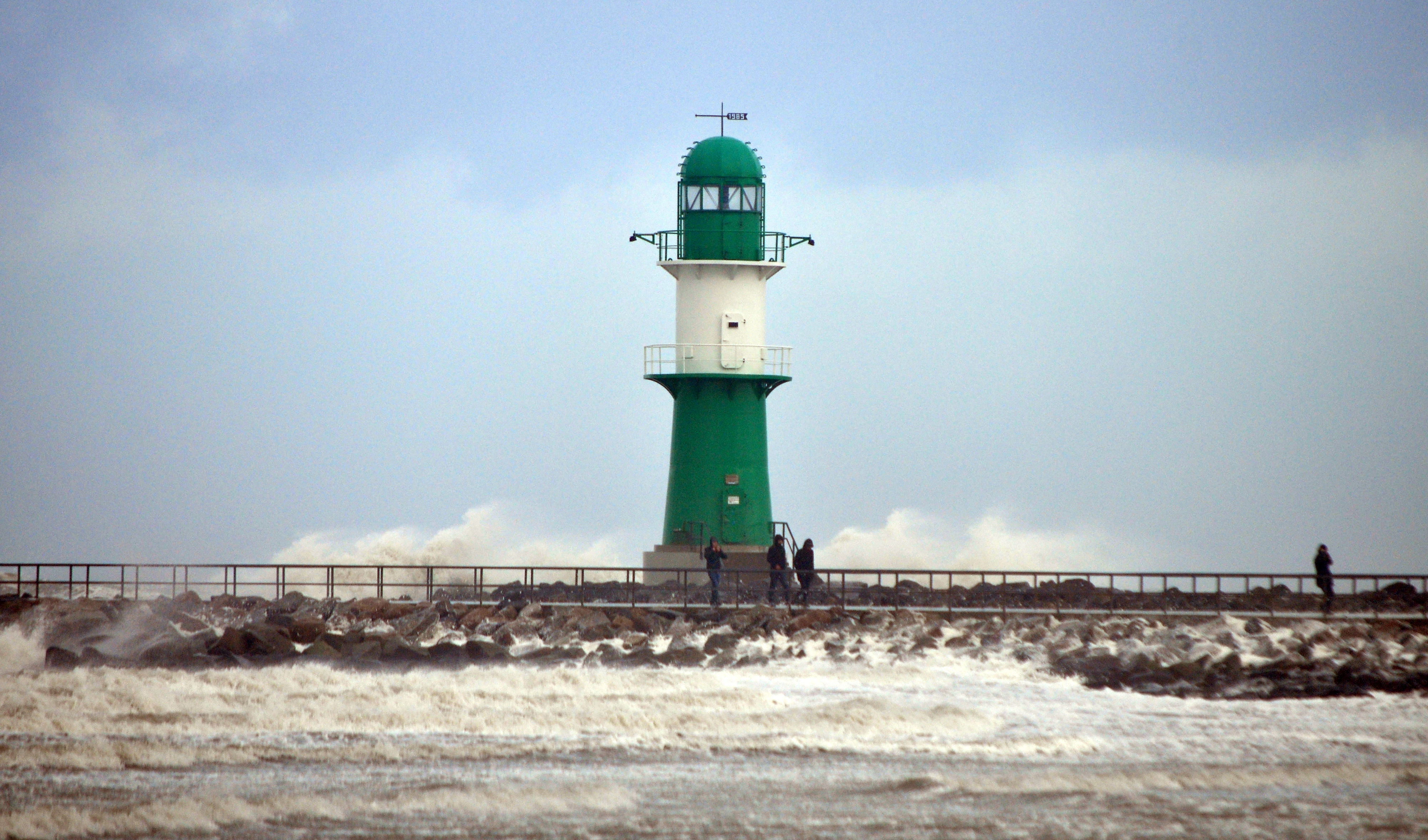
2013 beim Orkan Xaver
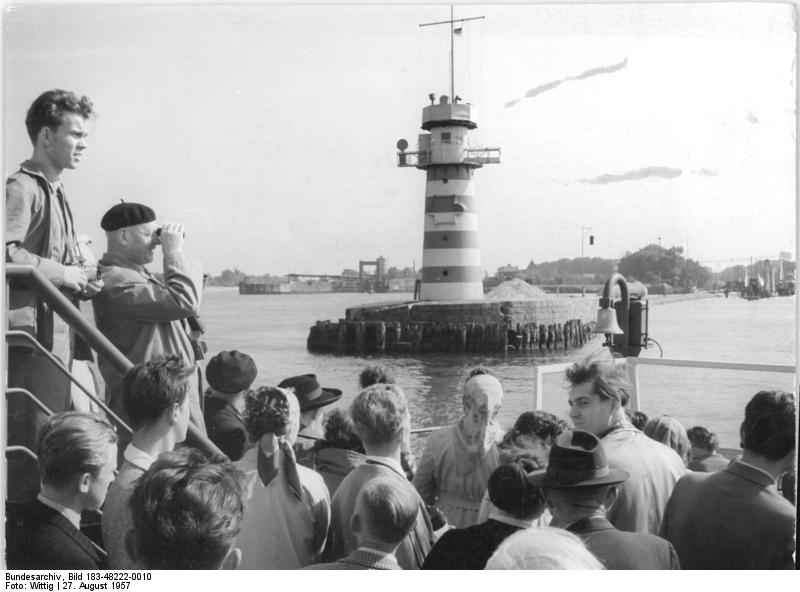
Leuchtturm Mittelmole 1957
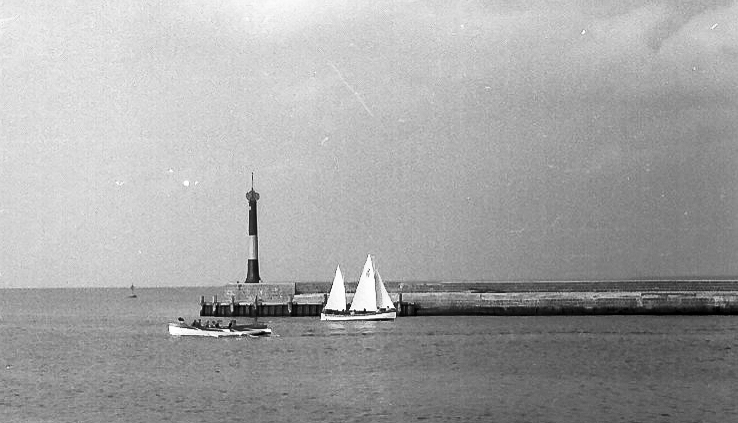
Alte Ostmole, 1967
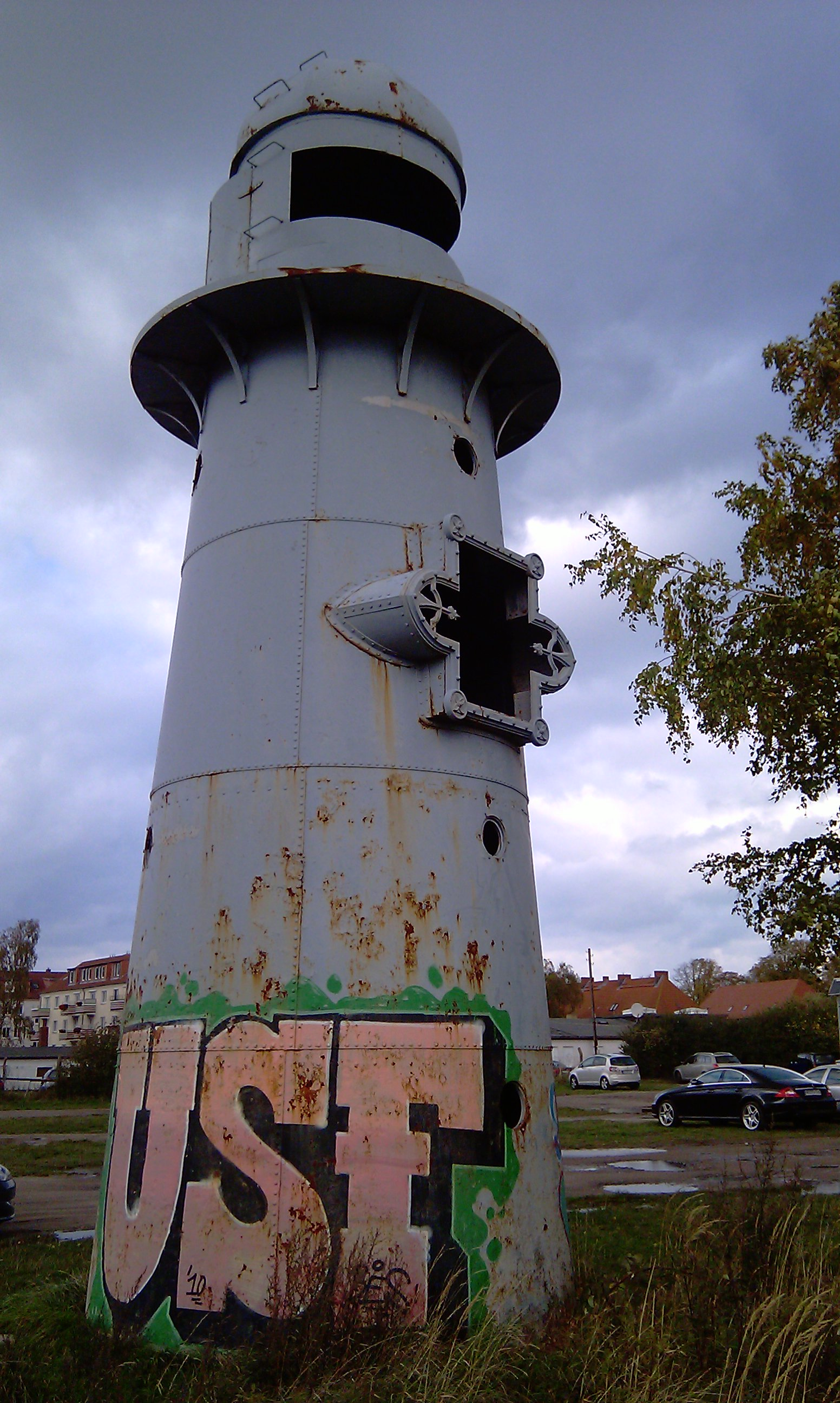
Altes Mittelmolen- später Ostmolenfeuer Warnemünde, 2012
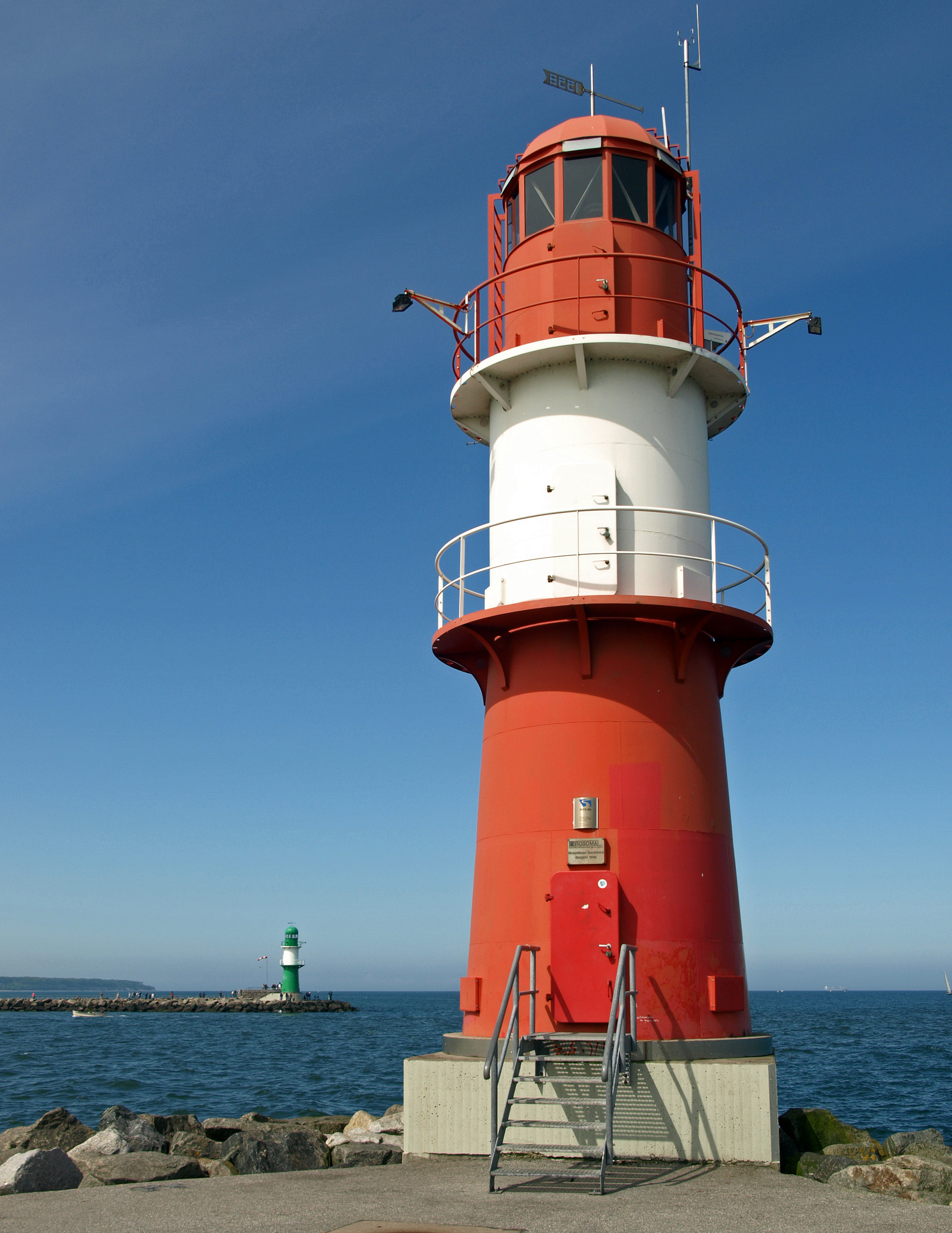
Das Ostmolenfeuer, 2014

### Historische Ansichten
Alte Ansichten der Molenfeuer Warnemünde zeigt Michel Forand auf seinem Fotostream und Klaus Hülse.